# Rock Creek (Wisconsin)
Rock Creek – miasto w Stanach Zjednoczonych, w stanie Wisconsin, w hrabstwie Dunn.